# Ferdinand Thun (Diplomat)
Ferdinand Thun-Hohenstein, auch Ferdinand Judas Thaddäus Graf von Thun und Hohenstein (* 26. August 1921 in Tetschen, Tschechoslowakei; † 11. November 2022), war ein deutscher Diplomat. Er war der einzige Botschafter der Deutschen Demokratischen Republik (DDR), der einer Blockpartei (NDPD) und nicht der SED angehörte.

## Leben
Ferdinand Thun wurde als Sohn des Fürsten Franz Anton von Thun und Hohenstein und seiner Gattin Franziska geb. Prinzessin von Lobkowitz (Tochter von Ferdinand von Lobkowitz) geboren. Die Großmutter Marie Pia von Thun und Hohenstein geb. Chotek von Chotkow war die Tochter des Grafen Boguslaw Chotek von Chotkow und die Schwester von Sophie Chotek von Chotkowa, der morganatischen Gattin des österreichischen Thronfolgers Erzherzog Franz Ferdinand von Österreich-Este.
Er legte 1940 sein Abitur ab und wurde im selben Jahr zur Wehrmacht einberufen. 1943 kam er als Leutnant in sowjetische Kriegsgefangenschaft und besuchte dort eine Antifa-Schule des Nationalkomitees Freies Deutschland (NKFD). 1944 trat er dem Bund Deutscher Offiziere bei.
Im Dezember 1948 wurde er in die sowjetische Besatzungszone Deutschlands entlassen. Sein Wirken in den Moskauer Organisationen ließ es ihm im Kalten Krieg angeraten erscheinen, dort zu bleiben und nicht nach Westdeutschland oder nach Österreich zu gehen. 1949 wurde er Mitglied der Nationaldemokratischen Partei Deutschlands und in deren Hauptausschuss entsandt. Er studierte an der Karl-Marx-Universität in Leipzig und an der Deutschen Verwaltungsakademie. 1954 absolvierte er das Examen zum Diplom-Staatswissenschaftler.

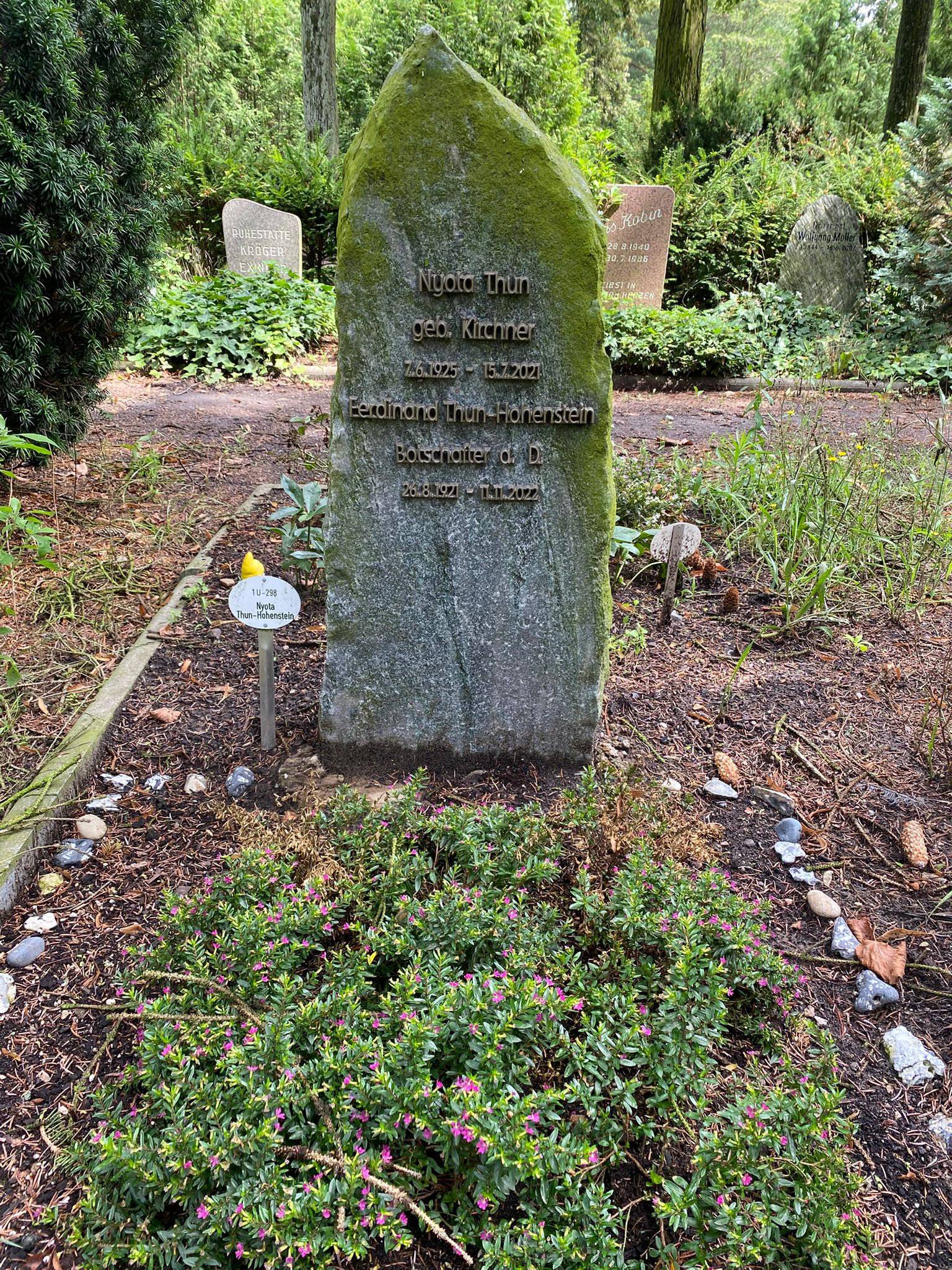
Grabstätte auf dem Friedhof Pankow III

Von 1949 bis 1987 war er in verschiedenen Funktionen im Ministerium für Auswärtige Angelegenheiten (MfAA) der Deutschen Demokratischen Republik tätig. Von 1949 bis 1956 war er Chef des Protokolls, von 1956 bis 1961 sowie von 1969 bis 1973 Botschaftsrat in der Sowjetunion, von 1962 bis 1968 Leiter der Abteilung Internationale Organisationen im MfAA, von April 1973 bis 1975 Botschafter im Iran und zweitakkreditiert in Afghanistan. Von 1976 bis 1982 arbeitete er als wissenschaftlicher Mitarbeiter in der UNO-Abteilung des MfAA und war dort verantwortlich für den Bereich Rüstungskontrolle und Abrüstung. Er war u. a. von 1976 bis 1978 Leiter der DDR-Delegation in der „Gruppe der Nuklearen Lieferländer - Nuclear Suppliers Group“, 1980 Vertreter der DDR im Politischen Ausschuss des Vertrages über die Nichtweiterverbreitung von Kernwaffen, 1979 und 1980 Leiter der DDR-Delegation zu den UN-Konferenzen über die Beschränkung der Anwendung spezieller konventioneller Waffen sowie von 1980 bis 1981 Mitglied einer Arbeitsgruppe beim UN-Generalsekretär zu Fragen der Abrüstung. Er war von 1966 bis 1990 Präsidiumsmitglied der Liga für die Vereinten Nationen in der DDR. Von Februar 1982 bis 1987 war er Ständiger Delegierter der Deutschen Demokratischen Republik bei der UNESCO in Paris.
Ferdinand Thun war bis 1990 Mitglied der NDPD.

## Privates
Nach seiner Rückkehr aus sowjetischer Kriegsgefangenschaft heiratete er in Leipzig die Literaturwissenschaftlerin Nyota Kirchner, mit der er drei gemeinsame Kinder hat. Er lebte bis zu seinem Tod im Jahre 2022 als Rentner in Berlin. Das Ehepaar ruht auf dem Friedhof Pankow III.

## Auszeichnungen
- 1970 Vaterländischer Verdienstorden in Silber
- 1981 Vaterländischer Verdienstorden in Gold
- 1985 Orden Stern der Völkerfreundschaft in Silber
- 1985 Medaille „40. Jahrestag des Sieges im Großen Vaterländischen Krieg 1941–1945“[5]

## Printmedien
- Busso von Alvensleben: Fürstensohn & Botschafter der DDR. Zum 100. Geburtstag von Ferdinand Thun, ehem. Graf v. Thun und Hohenstein. In: Deutsches Adelsblatt – Magazin der Deutschen Adelsverbände, 60. Jahrgang, Nr. 7, 15. Juli 2021, S. 18–20.